# John Danforth
John Claggett Danforth, né le 5 septembre 1936 à Saint-Louis (États-Unis), est un prêtre épiscopalien, avocat, homme politique et diplomate américain.
Membre du Parti républicain, il a été sénateur du Missouri de 1976 à 1995 et ambassadeur américain aux Nations unies de juillet 2004 à janvier 2005 sous le mandat de George W. Bush.

## Biographie

### Études et débuts professionnels
Diplômé de Princeton en 1958, Danforth poursuit ses études à Yale où il obtient un diplôme de la Law School et de la Divinity School (en) en 1963. Cette même année, il devient avocat au barreau de New York et prêtre épiscopalien.
De 1969 à 1976, il est procureur général du Missouri.

### Sénateur des États-Unis

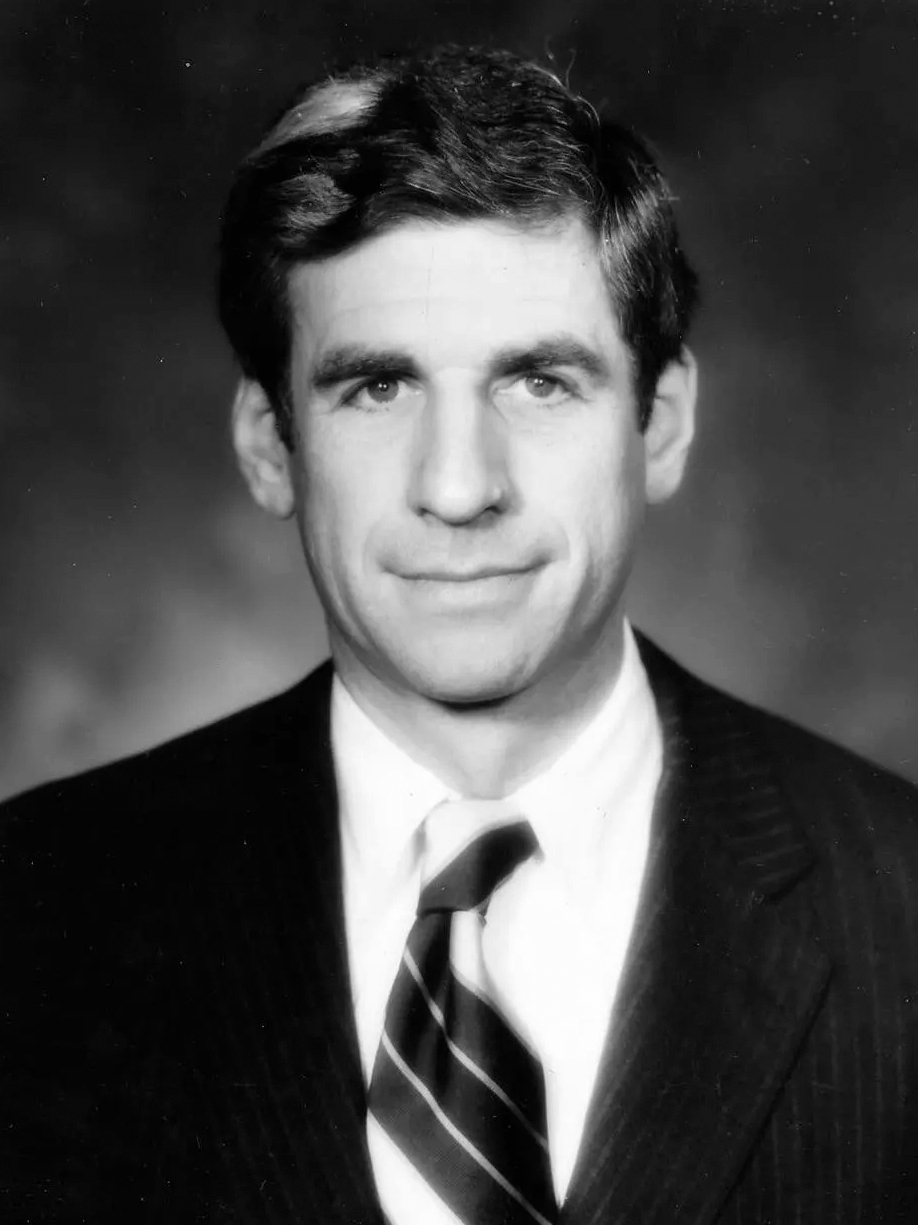
Portrait de John Danforth au Sénat, dans les années 1970.

Après un premier échec face à Stuart Symington lors de l'élection de 1970 (en), Danforth est élu au Sénat des États-Unis face à l'ancien gouverneur Warren E. Hearnes en 1976. Quelques jours avant le début de son mandat, il est nommé au Sénat par le gouverneur Kit Bond pour remplacer un Symington démissionnaire. Il est réélu en 1982 face à Harriett Woods (en), future lieutenant-gouverneure de l'État, et en 1988 face à Jay Nixon, futur gouverneur de l'État. Durant le 99e congrès, il préside la commission sénatoriale sur le commerce, la science et les transports.
En 1991, il est l'un des plus fervents partisans de la nomination à la Cour suprême des États-Unis de Clarence Thomas, son ancien conseiller.

### Après le Sénat

#### Enquête sur le siège de Waco
En 1999, la procureure générale des États-Unis, Janet Reno, le charge de diriger l'enquête sur le rôle du FBI dans l'assaut meurtrier mené contre la secte des davidiens lors du siège de Waco en 1993 au Texas.

#### Représentant spécial du président pour le Soudan
Le 6 septembre 2001, John Danforth est nommé « représentant spécial du président pour le Soudan » par le nouveau président américain George W. Bush. Ce pays d'Afrique de l'Est est en proie depuis près de 20 ans à une guerre civile opposant la junte militaire islamiste au pouvoir sous la présidence d'Omar el-Béchir à la rébellion chrétienne du Soudan du Sud commandée par John Garang. Quelques jours plus tard, les attentats du 11 septembre mettent sous forte pression l'autocrate soudanais Omar el-Béchir, qui avait accueilli Oussama Ben Laden à Khartoum entre 1992 et 1996. Craignant des représailles américaines, il fait part à John Danforth de sa volonté de coopérer avec Washington dans sa guerre contre le terrorisme international. Constatant que le régime soudanais et la SPLA chrétienne de John Garang cherchent tous deux à se rapprocher de Washington, John Danforth en profite pour exiger des deux belligérants une cessation des hostilités, une commission d’enquête sur l'esclavage et des zones de sécurité pour les vaccinations. Les deux camps obtempèrent sur la majeure partie du front, et entament l'année suivant des pourparlers de paix qui aboutissent à la fin du conflit en janvier 2005.

#### Ambassadeur aux Nations unies

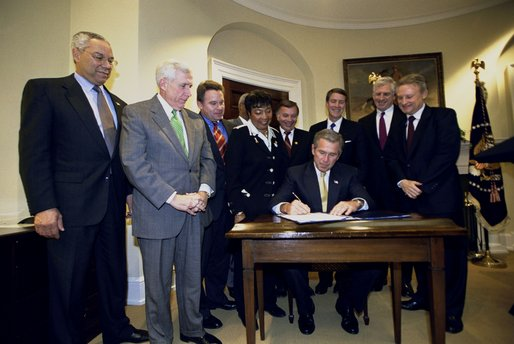
Le président américain George W. Bush signe en 2002 le Sudan Peace Act, avec debout à sa droite son secrétaire d'État Colin Powell et le diplomate John Danforth.

Le 1er juillet 2004[réf. nécessaire], Danforth prête serment comme ambassadeur américain aux Nations unies, succédant ainsi à John Negroponte, nommé ambassadeur en Irak. Son arrivée à l'ONU intervient dans un contexte tendu entre l'organisation et le gouvernement Bush, en raison de la guerre d'Irak. À l'automne 2004, Danforth fait partie des personnalités mentionnées pour succéder à Colin Powell au département d'État des États-Unis, mais c'est Condoleezza Rice qui obtient le poste. Il démissionne des Nations unies le 22 novembre 2004 avec effet le 20 janvier suivant. Il affirme alors vouloir passer davantage de temps avec son épouse mais, peu de temps avant sa démission, il dénonce l'inaction de l'ONU dans la guerre du Darfour et la crise zimbabwéenne.
En avril 2005, Danforth n'hésite pas à donner un avis défavorable à la nomination de son successeur désigné, John R. Bolton et à critiquer le néo-conservatisme ambiant au sein de l'administration.

## Positions politiques et engagements
Politicien modéré, membre du parti républicain, Danforth est le contraire d'un dogmatique et est très respecté au sein du monde politique. Il a mis fin à son engagement au sein des républicains en raison de la légèreté de leur programme idéologique.
Dans Faith and Politics: How the Moral Values Debate Divides America and How to Move Forward Together, publié en 2006, Danforth se montre critique vis-à-vis du Parti républicain devenu selon lui le bras armé des chrétiens conservateurs.
Prêtre épiscopalien, Danforth officie lors des funérailles nationales du président Ronald Reagan le 11 juin 2004 à la cathédrale nationale de Washington. En raison de sa foi, il est opposé à l'avortement et à la peine de mort. Il est membre honoraire de Wings of hope. Il est marié et père de cinq enfants.